# Edvard Björkenheim (godsägare)

Adolf Edvard Björkenheim (1929)

Adolf Edvard Björkenheim, född den 29 januari 1856 i Åbo, död den 10 juni 1934 i Helsingfors, var en finländsk lantbrukare. Han var farbror till Gösta Björkenheim.
Björkenheim blev agronom vid Ultuna 1874 och lantbruksråd 1891. Han erhöll efter sin far, storgodsägaren Lars Magnus Björkenheim (1793-1869, ursprungligen Björkman) egendomen Orisberg, som han gjorde till ett berömt mönstergods. Björkenheims insats inom finländska lantbruksorganisationerna var betydande. Han var en uppskattad talare som förespråkare av andliga och kulturella värden.
Edvard Björkenheims första år som ägare av Orisberg behandlas i sommarteatern 2022-2023 Grand Old Orisberg.

### Övriga källor
1. ↑  Tyynismaa, Marja. ”Näytelmä Grand old Orisberg elävöitti historiaa” (på finska). ilkkapohjalainen.fi. https://ilkkapohjalainen.fi/yleisolta/näytelmä-grand-old-orisberg-elävöitti-historiaa. Läst 13 april 2023.